# Stazione di Ospitaletto-Travagliato
Stazione di Ospitaletto-Travagliato vasútállomás Olaszországban, Lombardia régióban, Ospitaletto településen.

## Vasútvonalak
Az állomást az alábbi vasútvonalak érintik:
- Milánó–Velence-vasútvonal
- Lecco–Brescia-vasútvonal

## Kapcsolódó állomások
A vasútállomáshoz az alábbi állomások vannak a legközelebb:
- Stazione di Rovato
- Stazione di Brescia